# 移村
移村（うつしむら）は福島県田村郡にかつて存在した村である。

## 地理
- 現在の田村市の北部、旧船引町の北東部に位置する。
- 村域は阿武隈高地に位置し、山がちな地形である。

## 歴史

### 村域の変遷
- 1889年（明治22年）4月1日 - 町村制施行により、上移村・南移村・北移村・中山村・横道村が合併し田村郡移村が発足。
- 1955年（昭和30年）4月1日 - 移村は船引町・文珠村・美山村・瀬川村・芦沢村と七郷村の一部（堀越・遠山沢・永倉・椚山・門沢）とともに合併し船引町が発足。移村は消滅。

変遷表
| 1868年 以前 | 1868年 以前 | 明治22年 4月1日 | 昭和30年 4月1日 | 平成17年 3月1日 | 現在   |
| ----------- | ----------- | --------------- | --------------- | --------------- | ------ |
|             | 上移村      | 移村            | 船引町          | 田村市          | 田村市 |
|             | 南移村      | 移村            | 船引町          | 田村市          | 田村市 |
|             | 北移村      | 移村            | 船引町          | 田村市          | 田村市 |
|             | 中山村      | 移村            | 船引町          | 田村市          | 田村市 |
|             | 横道村      | 移村            | 船引町          | 田村市          | 田村市 |

## 大字
- 上移（かみうつし）
- 南移（みなみうつし）
- 北移（きたうつし）
- 中山（なかやま）
- 横道（よこみち）

## 人口・世帯

### 人口
総数 [単位： 人]
| 1889年（明治22年） | 2,618 |
| 1920年（大正 9年） | 3,992 |
| 1935年（昭和10年） | 4,581 |
| 1947年（昭和22年） | 5,138 |

### 世帯
総数 [単位： 世帯]
| 1920年（大正 9年） | 744 |
| 1935年（昭和10年） | 784 |
| 1947年（昭和22年） | 856 |